# 王府井食品商场
39°54′43″N 116°24′42″E / 39.9118074°N 116.4117352°E

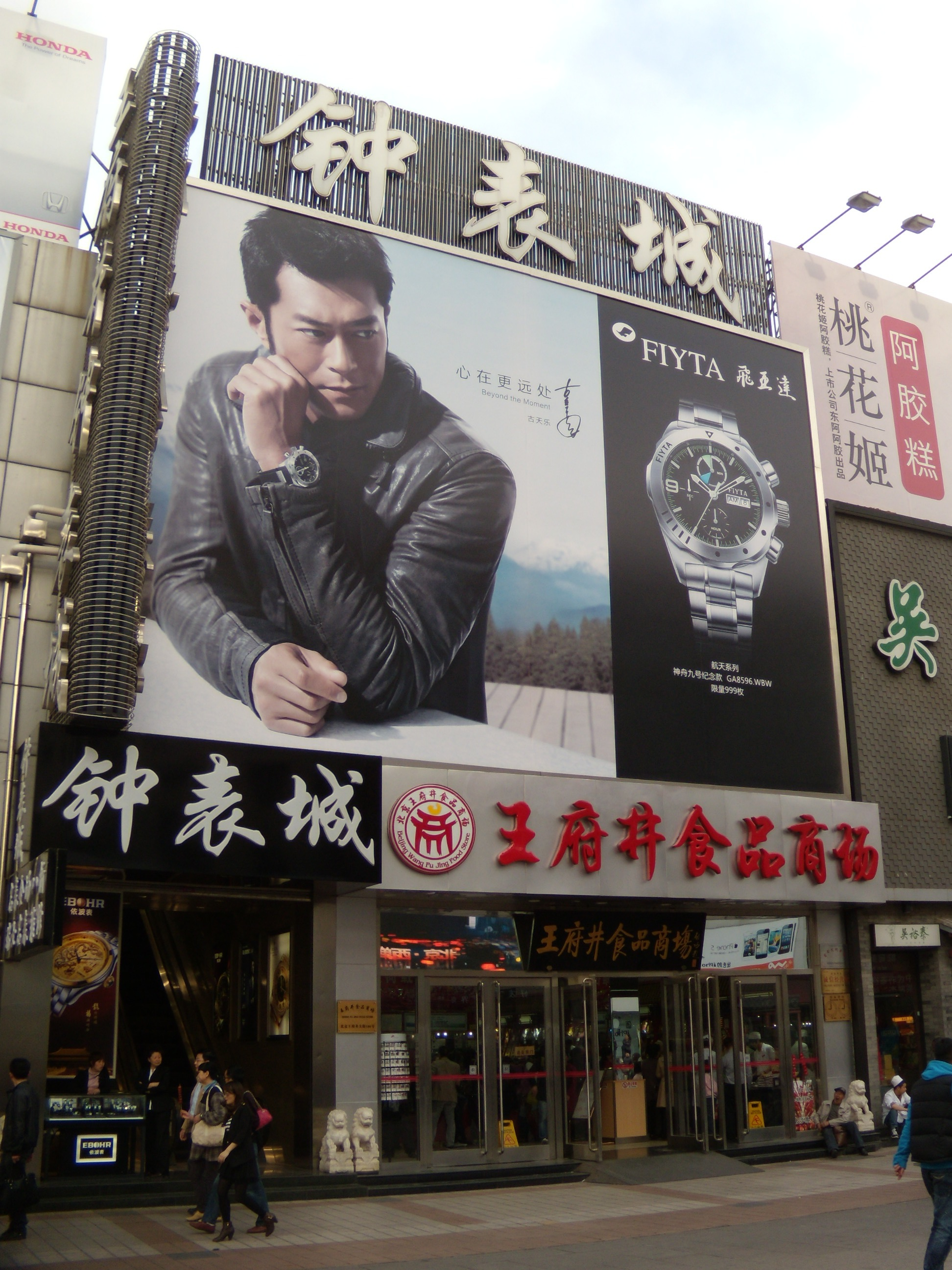
2013年的王府井食品商场

王府井食品商场是位于中国北京市东城区王府井大街186号的一座主营食品的商场。

## 简介

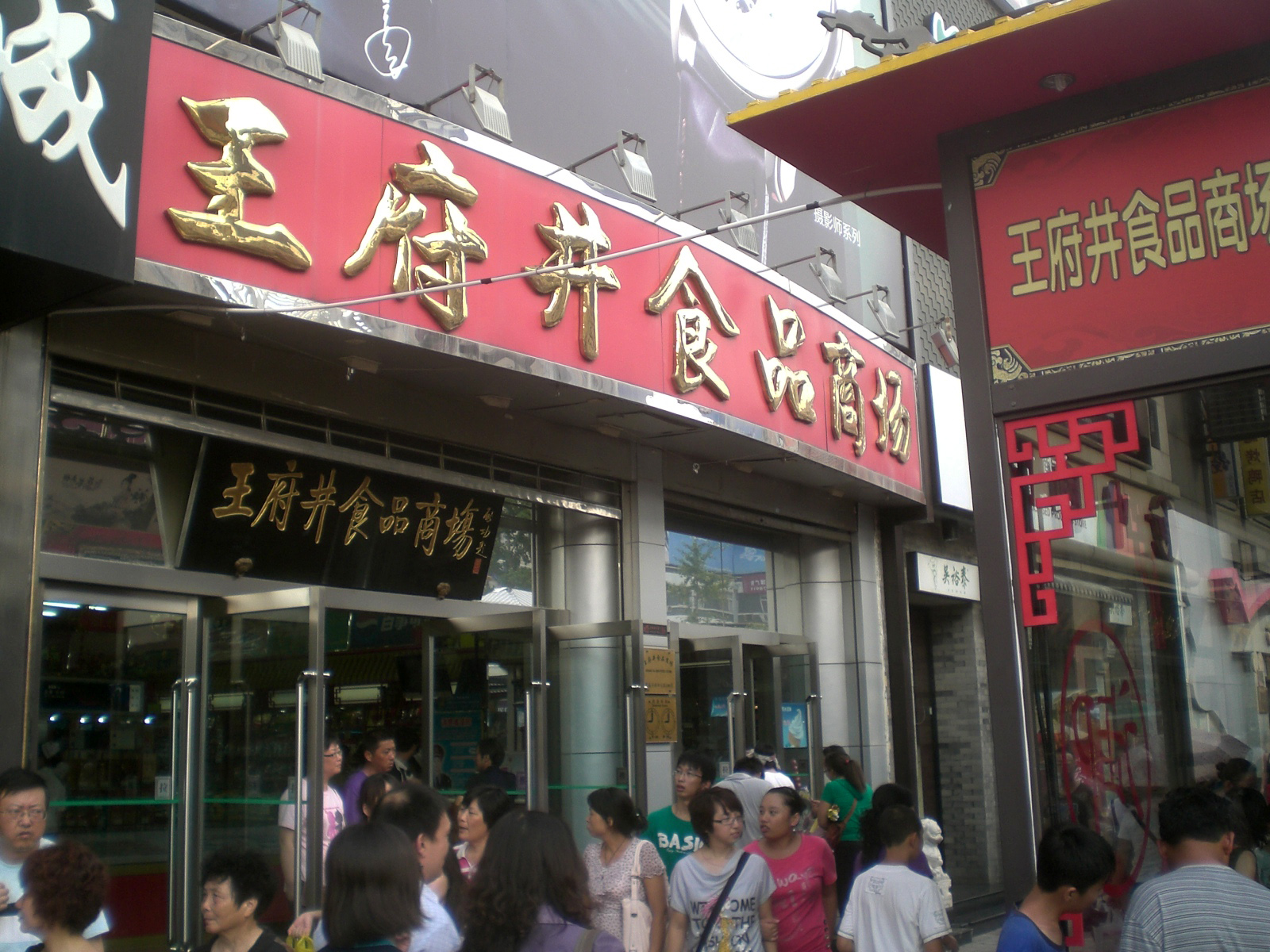
2010年的王府井食品商场

王府井食品商场位于王府井大街东侧。正门上悬挂有启功题写的“王府井食品商场”匾额。王府井食品商场主要经营的是北京各类土特产，包括零食、酱菜、糕点乃至全聚德的烤鸭，几乎所有老北京的特色食品均能在此买到。